# Tekele Cotton
Tekele Cotton (* 27. Mai 1993 in Mableton) ist ein US-amerikanischer Basketballspieler, der nach dem Studium in seinem Heimatland professionell Basketball in Deutschland spielt. Nach seiner Rookie-Saison in der Basketball-Bundesliga 2015/16 für den Erstligisten MHP Riesen Ludwigsburg holte dieser Cotton erst kurz vor Beginn der Basketball-Bundesliga 2016/17 erneut in seinen Kader zurück.

## Karriere
Cotton machte seinen Schulabschluss an der Whitefield Academy in Mableton im Bundesstaat Georgia. Nach der High School bekam er ein Stipendium an der Wichita State University, wo er ab 2011 für die Hochschulmannschaft Shockers in der Missouri Valley Conference (MVC) der NCAA aktiv wurde. Unter Trainer Gregg Marshall konnten sich die Shockers weiter verbessern und hatten in Cottons vierjähriger Spielzeit ihre bis dahin wohl erfolgreichste Periode, als sie dreimal Hauptrundenerster der MVC waren und 2014 im gesamten Saisonverlauf ungeschlagen das MVC-Meisterschaftsturnier gewannen. Zum ersten Mal in ihrer Historie waren die Shockers viermal hintereinander in der landesweiten NCAA-Endrunde vertreten und erreichten dabei erstmals nach knapp 50 Jahren 2013 das prestigeträchtige Final Four, wo sie im Halbfinale lange Zeit in Führung liegend noch vom späteren Titelgewinner Louisville Cardinals mit unter anderem dem späteren Bundesligaprofi Peyton Siva abgefangen wurden und mit 68:72 unterlagen. In der folgenden Saison kam die Mannschaft im gesamten Saisonverlauf unbesiegt zum MVC-Tournament und konnte im auch in Anlehnung an die March Madness Arch Madness genannten Meisterschaftsturnier alle Gegner mit zweistelliger Punktdifferenz bezwingen. Cotton wurde nach dem Finalspiel als Most Valuable Player des Turniers ausgezeichnet. Unbesiegt erreichte Wichita State als erste Mannschaft nach einem knappen Vierteljahrhundert die landesweite Endrunde, in der sie jedoch bereits im zweiten Spiel von einer sehr jungen Mannschaft der Kentucky Wildcats gestoppt wurden und den Sieg erst mit dem letzten Wurf verpassten. Die Wildcats, die ob ihrer vielen Freshmen in jener Saison erst spät ins Rollen gekommen waren, wurden ihrerseits erst im Finale von den Connecticut Huskies gestoppt und stellten in der folgenden Saison einen neuen Startrekord mit 38 Siegen in Folge bis zu einer neuerlichen Finalteilnahme auf. Ohne Cleanthony Early, der sein Studium beendet und in der NBA-Draft 2014 ausgewählt worden war, konnten die Shockers ihren MVC-Titel 2015 nicht verteidigen, obwohl Cotton bereits zum zweiten Mal in Folge als „Defensive Player of the Year“ der MVC ausgezeichnet wurde. Trotz eines Sieges über die favorisierten Kansas Jayhawks endete Cottons erfolgreiche College-Karriere im Sweet Sixteen 2015 nach einer Niederlage gegen die Notre Dame Fighting Irish. Cotton war zum Ende seiner NCAA-Laufbahn teamintern nicht nur der Spieler mit den meisten Einsätzen (141) in der Geschichte der Shockers, sondern auch der Spieler mit den meisten Siegen (120) und der höchsten Siegquote (85,1 %).
Nachdem Cotton i der NBA-Draft 2015 nicht ausgewählt worden war, spielte er in der NBA Summer League 2015 für die Oklahoma City Thunder, schaffte es aber nicht in den Saisonkader des Klubs in der am höchsten dotierten Profiliga NBA. Stattdessen unterschrieb er seinen ersten Vertrag als professioneller Spieler beim deutschen Erstligisten MHP Riesen aus Ludwigsburg. Im internationalen Vereinswettbewerb Eurocup 2015/16 spielte der Verein einer seiner bislang wohl erfolgreichsten internationalen Wettbewerbe und verpasste in der Gruppenphase der besten 32 Mannschaften nur knapp wegen des schlechteren direkten Vergleichs den Sprung in die K.-o.-Runden im Achtelfinale. In der Basketball-Bundesliga 2015/16 erreichten die „Barockstädter“ auf dem fünften Hauptrundenplatz ihre beste Platzierung seit 2007. In der ersten Play-off-Runde verlor man jedoch wie zwei Jahre zuvor gegen den FC Bayern München, auch wenn man sich diesmal erst im alles entscheidenden fünften Spiel geschlagen geben musste. Im folgenden Sommer spielte Cotton in der NBA Summer League 2016 für die Detroit Pistons, mit denen er auch das Finale des Turniers in Orlando (Florida) erreichte. Nachdem er erneut keinen Platz in einem Saisonkader eines NBA-Klubs gefunden hatte, unterschrieb Cotton erst Mitte September 2016 kurz vor Beginn der Basketball-Bundesliga 2016/17 einen neuen Vertrag bei den MHP Riesen.